# Hermann Ascher

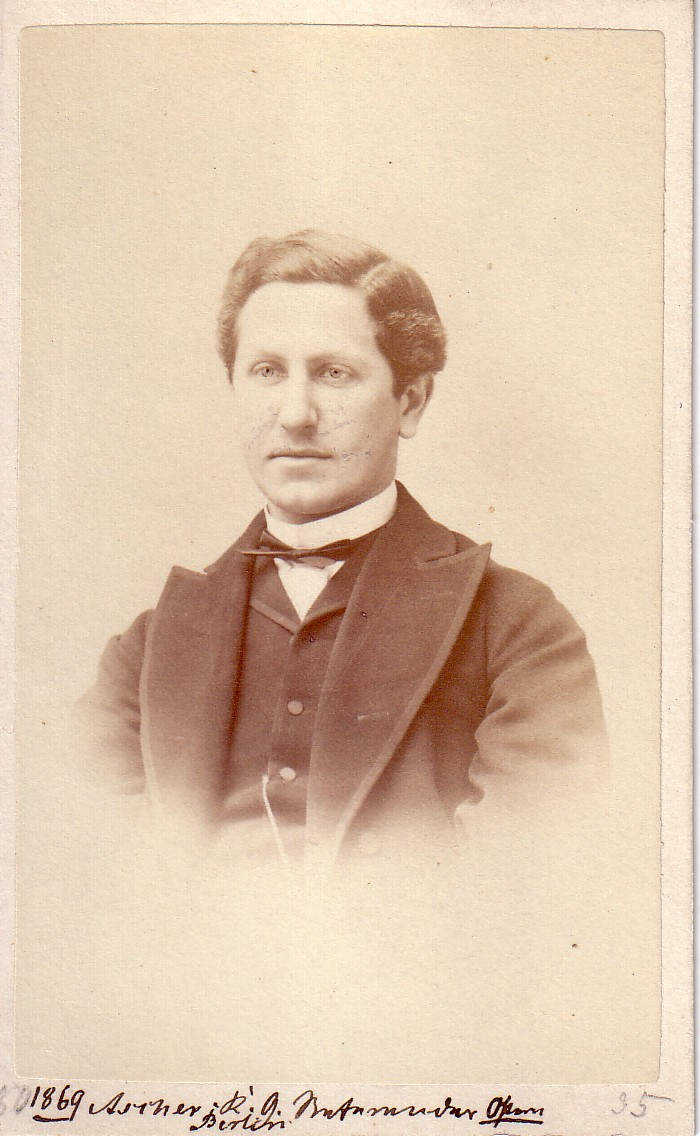
Hermann Ascher als Kammergerichtsreferendar

Hermann Bernhard Joachim Ascher (* 4. September 1844 in Minden; † 15. September 1931 in Münster) war ein deutscher Verwaltungsjurist und Präsident der Generalkommission für die Provinz Westfalen.

## Familie
Ascher war ein Sohn des Oberregierungsrats und Rittergutsbesitzers Philipp Ludwig Joachim Ascher und seiner Frau Maria Theresa Luise, geb. Friedländer. Verheiratet war er seit 1875 mit  Elisabeth, geb. Bugisch. Aus der Ehe gingen zwei Söhne und drei Töchter hervor.

## Laufbahn
Nach dem Schulbesuch in Frankfurt an der Oder, Berlin (Köllnisches Gymnasium) und Potsdam begann Ascher 1862 mit dem Studium der Rechtswissenschaften an der Universität Heidelberg (Mitglied des Corps Rhenania), das er später in Berlin fortsetzte. 1865 wurde er Auskultator, 1867 Kammergerichtsreferendar, 1870 Gerichtsassessor und im November 1871 Kreisrichter in Senftenberg. Im Juli 1873 wurde er Zweiter Bürgermeister von Naumburg (Saale). Im Oktober 1874 trat er in den Justizdienst zurück und wurde mit der Verwaltung einer Gerichtskommission in Fürstenwalde beauftragt. Zeitweilig war er auch Hilfsrichter am Stadtgericht Berlin, ab Februar 1875 Kreisrichter am Kreisgericht Züllichau.
1878 wurde Ascher aus dem Justizdienst und in die Landwirtschaftsverwaltung übernommen. Von Juli bis November 1878 war er zur Ausbildung als Spezialkommissar bei der Generalkommission in Münster. Im August 1878 wurde er Regierungsassessor. Ab Dezember 1878 amtierte er als Spezialkommissar in Höxter. Als Regierungsrat (1880) wurde er im Oktober 1881 etatmäßiges Mitglied der Generalkommission für die Provinz Westfalen und das Fürstentum Schaumburg-Lippe in Münster. Im März 1887 wurde er zum Oberregierungsrat ernannt. Am 8. August 1893 erfolgte seine Ernennung zum Präsidenten der Generalkommission für die Provinz Westfalen, ab 1907 mit dem Charakter als Wirkl. Geh. Rat mit dem Rang der Räte I. Klasse.
Nebenamtlich war Ascher Direktor der Rentenbank für die Provinz Westfalen, die Provinz Hessen-Nassau, die Rheinprovinz und die Hohenzollerschen Lande sowie seit 1917 stellvertretendes Aufsichtsratsmitglied der Siedlungsgesellschaft „Rote Erde“ in Münster. Zum 1. November 1919 trat er in den einstweiligen, am 1. April 1921 in den endgültigen Ruhestand.

## Auszeichnungen
Ausgezeichnet wurde Hermann Ascher u. a. mit dem Stern zum Roten Adlerorden II. Klasse mit Eichenlaub (1915) und dem Ehrenkreuz I. Klasse des Lippischen Hausordens (1916).